# دوستان شاد درختی
دوستان شاد درختی یا دوستان درخت شاد (به انگلیسی: Happy Tree Freinds) یک مجموعه پویانمایی بزرگسالان است که توسط اوبری آنکرم، رود مونتیجو و کن ناوارو ساخته و توسط مونتیجو، ناوارو و وارن گراف برای شرکت موندو مدیا ساخته شده‌است.
این مجموعه تلویزیونی شخصیت‌هایی که غالباً در رده سنی کودکان هستند را نشان می‌دهد که به‌طور ناگهانی و افراطی در معرض خشونت قرار می‌گیرند و به طرز فجیعی کشته می شوند.

## شخصیت‌ها و بازیگران
کودلس: خرگوش زرد با بیشترین تعداد مرگ در سریال.
گیگلز: سنجاب صورتی و دوست صمیمی پاتونیا.
لَمپی: گوزن آبی رنگ با یک شاخ پیچ خورده بزرگترین شخصیت مجموعه است که به علت حماقتهایش باعث کشته شدن عده بیشماری از شخصیتهای سریال منجمله خودش شده‌است.
توتی: سمور بنفش که بسیاری از آسیبهای وی به چشم او مربوط می‌شود.
نوتی: سنجاب سبز رنگ با اعتیاد شدید به آبنبات و خوراکی‌های شیرین که باعث مجنون شدنش در طی سریال است.
فلیپی: خرس ارتشی سبز رنگ که با هر صدایی یاد جنگ می‌افتد و به دلیل اختلال استرس پس از سانحه عموماً منجر به قتل همه افراد می‌گردد. همچنین فلیپی یکی از محبوب‌ترین شخصیتهای سریال می‌باشد که بالاترین تعداد قتل عمد را دارد.
فلکی: یک خارپشت نارنجی قرمز عصبی با شوره سر است که به خاطر ترس از مرگ بسیار عصبی است و ترسوترین شخصیت سریال است.
هَندی: سمور خردلی بدون دست آچار به کمر به همراه کلاه ایمنی شخصیت کاری سریال است که در خارج کادر از عهده همه کارها برآمده ولی به دلیل نقص عضو عموماً باعث مرگ سایر شخصیتها می‌شود.
پاتونیا: سنجاب آبی رنگ وسواسی دوست صمیمی گیگلز
دیسکوبیر: خرس طلایی با لباسی به سبک دهه ۷۰ میلادی به عنوان شخصیتی دخترباز و عاشق‌پیشه
میمه: گوزن بنفش جوانی با پیراهن راه راه با مشکل عدم ارتباط با سایرین است که باعث مرگ آنها می‌شود.
اسپلندید: سنجاب آبی قهرمان که بیشتر باعث صدمه زدن به دیگران است تا کمک به آنها.
راسل: دزد دریایی فیروزه‌ای رنگ
مول: موش روشن دل سریال که برخی اقدامات وی باعث کشته شدن دیگران شده و اغلب کارهایی را انجام می‌دهد که افراد روشن دل نباید انجام دهند.
لیفتی و شیفتی: دو راکون سبز رنگ در نقش دزد هستند.
اسنیفلس: مورچه خوار با عینکی بزرگ باهوشترین شخصیت سریال است ولی گاهی فاقد عقل می‌گردد وی اختراعات زیادی انجام داده که باعث مرگ خودش یا اطرافیانش می‌گردد او توسط لشکر مورچه‌ها به وحشتناکترین و سادیستی‌ترین شکل ممکن به قتل می‌رسد.
پاپ و کاپ: پدر و پسر خرس برنزی سریال هستند که اغلب پسر به خاطر سهل انگاری پدر مجروح یا کشته می‌شود.
لامی: گوسفند بنفش رنگ که از اسکیزوفرنی رنج می‌برد.

## جوایز
| نشان دادن                           | سال  | دسته‌بندی                                         | قسمت                                      |
| ----------------------------------- | ---- | ------------------------------------------------ | ----------------------------------------- |
| جشنواره بین‌المللی فیلم انیمیشن آنسی | ۲۰۰۳ | بهترین فیلم کوتاه انیمیشن ساخته شده برای اینترنت | آب نبات چشم                               |
| جشنواره بین‌المللی فیلم انیمیشن آنسی | ۲۰۰۷ | بهترین سریال تلویزیونی برای بزرگسالان            | از قهرمان تا ابد                          |
| جشنواره بین‌المللی انیمیشن اتاوا     | ۲۰۰۴ | بهترین فیلم کوتاه انیمیشن ساخته شده برای اینترنت | بیرون روی یک اندام                        |
| جشنواره بین‌المللی انیمیشن اتاوا     | ۲۰۰۵ | بهترین فیلم کوتاه انیمیشن ساخته شده برای اینترنت | خال در شهر                                |
| جشنواره بین‌المللی انیمیشن اتاوا     | ۲۰۰۷ | بهترین سریال تلویزیونی برای بزرگسالان            | کالبد شکافی Turvy (Double Whammy, Part 2) |